# پایان کودکی
پایان کودکی نام رمانی در گونهٔ علمی-تخیلی است که در سال ۱۹۵۳ به قلم آرتور سی. کلارک نگاشته شده است. این رمان دربارهٔ تهاجم صلح‌طلبانه بیگانگان فضایی به زمین می‌باشد. بیگانگان فضایی مرموز به نام اربابان به زمین می‌آیند و یک آرمان‌شهر صلح‌طلبانه بر روی زمین ایجاد می‌کنند، این موضوع به استحاله فرهنگ و سنن زمینی منجر می‌شود و بحران هویت برای انسان‌ها به وجود می‌آورد.
البته این رمان در سال ۱۹۹۰ با افزودن فصلی تازه به ابتدای رمان دوباره منتشر شد. شبکه سای فای در سال ۲۰۱۵ یک مینی سریال سه قسمتی بر اساس این داستان ساخته و پخش کرد.